# Stazione di Maya
La stazione di Maya (摩耶駅?, Maya-eki) è una fermata ferroviaria situata nel quartiere di Nada-ku di Kōbe, nella prefettura di Hyōgo. Si trova sulla linea JR Kōbe, sezione della linea principale Tōkaidō, ed è servita dai soli treni locali.

## Storia
La stazione è stata aperta il 26 marzo 2016, e risulta essere una delle stazioni più recenti della linea.

## Linee
JR West
■ Linea JR Kōbe (Linea principale Tōkaidō)

## Caratteristiche
La stazione ha una banchhina a isola servente due binari passanti. Inoltre è servita da ascensori, scale mobili e fisse.
| 1 | ■ Linea JR Kōbe |  | per Ashiya, Amagasaki, Ōsaka e Kyoto |
| 2 | ■ Linea JR Kōbe |  | per Sannomiya, Kōbe e Himeji         |

## Stazioni adiacenti
| «                                        | Servizio      | »             |
| Linea JR Kōbe                            | Linea JR Kōbe | Linea JR Kōbe |
| ---------------------------------------- | ------------- | ------------- |
| Rokkōmichi                               | Locale        | Nada          |
| I treni Rapidi e R. speciali non fermano |               |               |